# Gerd Elze
Gerd Elze (ur. 8 stycznia 1954) – wschodnioniemiecki lekkoatleta, który specjalizował się w rzucie oszczepem.
W 1973 roku odniósł największy sukces w karierze zdobywając tytuł mistrza Europy juniorów. Rekord życiowy: 84,40 (27 maja 1978, Erfurt).